# 17427 Poe
17427 Poe là một tiểu hành tinh vành đai chính với chu kỳ quỹ đạo là 2455.5626714 ngày (6.72 năm).
Nó được phát hiện ngày 4 tháng 2 năm 1989.
Nó được đặt theo tên American author Edgar Allan Poe.